# Бандера (Сантьяго-дель-Эстеро)
Бандера (Сантьяго-дель-Эстеро) — муниципалитет и город в провинции Сантьяго-дель-Эстеро в Аргентине. Является административным центром департамента Бельграно, на краю национального шоссе 98. Бандера находится на расстоянии около 272 км от столицы провинции, куда можно добраться по национальному шоссе № 34 и провинциальному шоссе № 21. По данным переписи 2001 г., в городе проживает 5335 человек, что составляет 67 % от общей численности населения департамента.

## Известные уроженцы, жители
Франко Хавьер Эррера (исп. Franco Javier Herrera; род. 2003, Бандера (Сантьяго-дель-Эстеро)) — аргентинский футболист.

## Фестивали и выставки
- Bandera Expo — самая важная сельскохозяйственная торговая выставка на юго-востоке Сантьяго-дель-Эстеро, проводится обычно в июне, на территории Сельского общества юго-востока Сантьяго-дель-Эстеро.
- Провинциальный фестиваль быков Сантьяго-дель-Эстеро проводится ежегодно вместе с выставкой Bandera Expo.

## Приходские церкви
- Приходская церковь Сан-Франциско Солано
- Приходская церковь Богоматери Гваделупской
- Приходская церковь Сан-Каэтано